# 霜降城
霜降城山口縣宇部市中央位置的霜降山上有一南北朝之間建立的山城。山口縣的縣指定文化財・史跡。